# Laila Ohlgren
Ragnhild Laila Lillemor Ohlgren, folkbokförd Olgren, ogift Tingshammar, född 17 november 1937 i Stockholm, död 6 januari 2014, var en svensk ingenjör som bland annat arbetade med utveckling av mobiltelefoni. Laila Ohlgren gifte sig år 1959 med sångaren Bo Ohlgren (född 1933) och tillsammans fick de två barn. 
Laila Ohlgren ligger bakom den gröna knappen på telefonen, det vill säga idén att lagra telefonnumret i telefonen och koppla upp till nätet först när hela numret blivit inmatat. Detta var av stor betydelse i den tidiga utvecklingen av mobiltelefonin, då det därmed blev betydligt lättare för basstationerna att upprätthålla kontakterna med mobiltelefonerna. Idén från 1979 har sedermera blivit världsstandard.

## Biografi
Laila Tingshammar började på Televerket 1956 och var den första kvinnliga ingenjören som arbetade med utvecklingen av NMT. När hon fick sin anställning saknade hon högre utbildning och det var genom hennes kommande make Bo Ohlgrens far som arbetade på Televerket som hon fick sin anställning. Samtidig som hon arbetade lyckades hon att läsa in en ingenjörsexamen genom att först läsa in realexamen . 
Hon var mångårig kollega med Östen Mäkitalo, och det var också tillsammans med honom som Laila Ohlgren pingsthelgen 1979 åkte runt och testade tusen uppkopplingar från olika platser för att få ett bra statistiskt underlag att idén med knappen fungerade. År 2009 mottog hon Polhemspriset för sina insatser inom mobiltelefonin. Hon var då den första kvinnan som fått ta emot Polhemspriset .
Laila Ohlgrens karriär fortsatte senare på Telia (tidigare Televerket) och hon blev bland annat personalchef för ett av Telias forskningsföretag i Haninge . Hon hoppades på att fler unga personer särskilt tjejer skulle utbilda sig till ingenjörer och därför arbetade hon även mycket med att bjuda in skolklasser på besök för att försöka öka deras teknikintresse . Hon arbetade inom Telia/Televerket fram till 2005 .